# Herbert Ashwin Budd

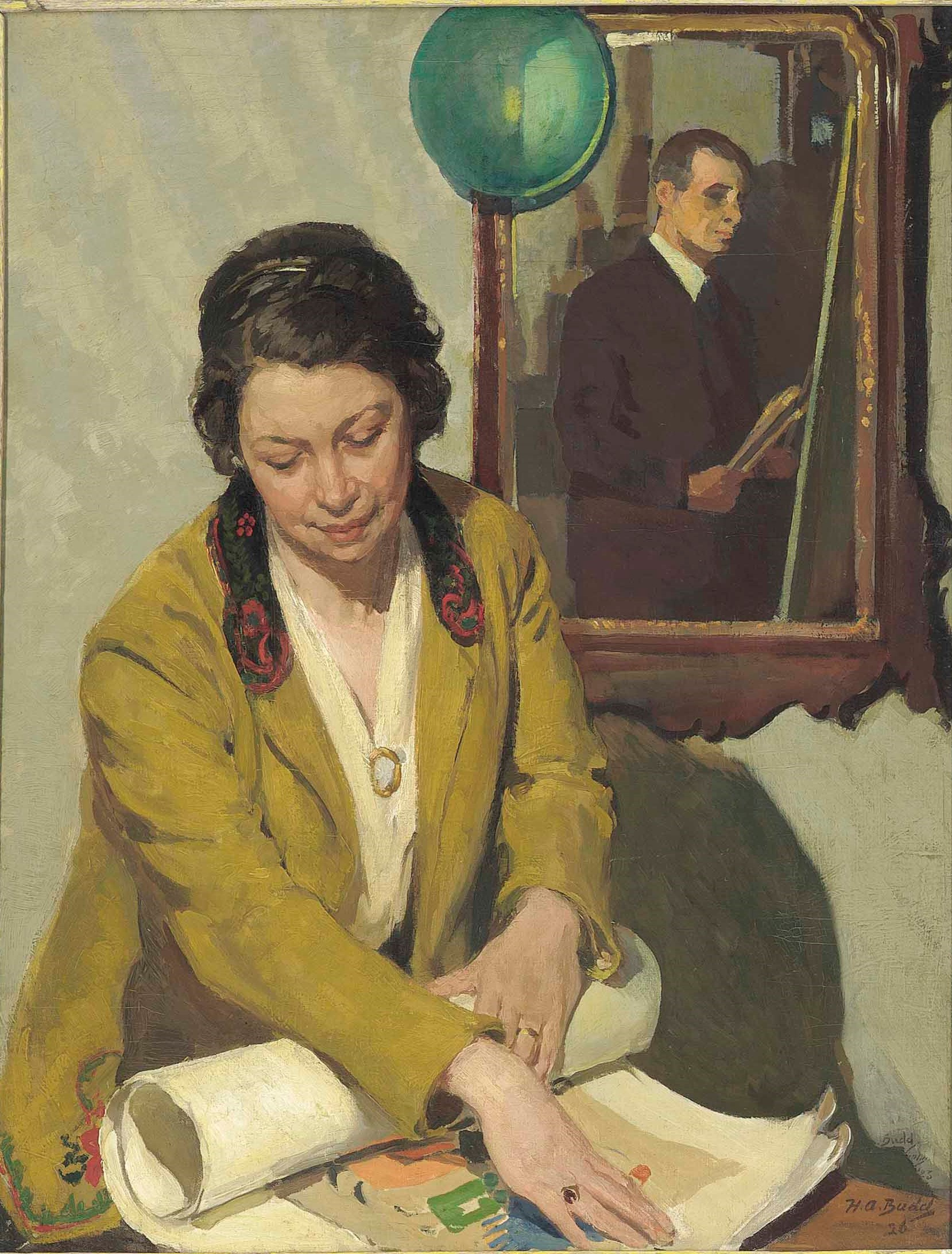
Das Modell des Künstlers, 1926

Herbert Ashwin Budd (* 1881 in Staffordshire; † 1950) war ein britischer Maler, der Porträts und Landschaften mit Ölfarben malte.
Budd arbeitete in den 1930er Jahren für London Transport und malte deren Plakate. Ab 1907 war er Mitglied des Royal College of Art und stellte an der New English Art Club und der Royal Academy aus. Er war ab 1921 Mitglied des Royal Institute of Oil Painters an. Am Salon de Paris wurde er 1927 lobend erwähnt. Von 1929 bis 1949 lehrte er an der St Martin’s School of Art.
Budd starb 1950. Seine Werke sind unter anderem im Imperial War Museum, dem Royal Society of Chemistry, bei der City of London Corporation, der The Potteries Museum & Art Gallery und anderen Institutionen erhalten.

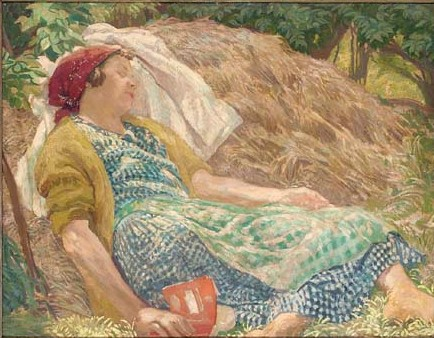
The end of the story
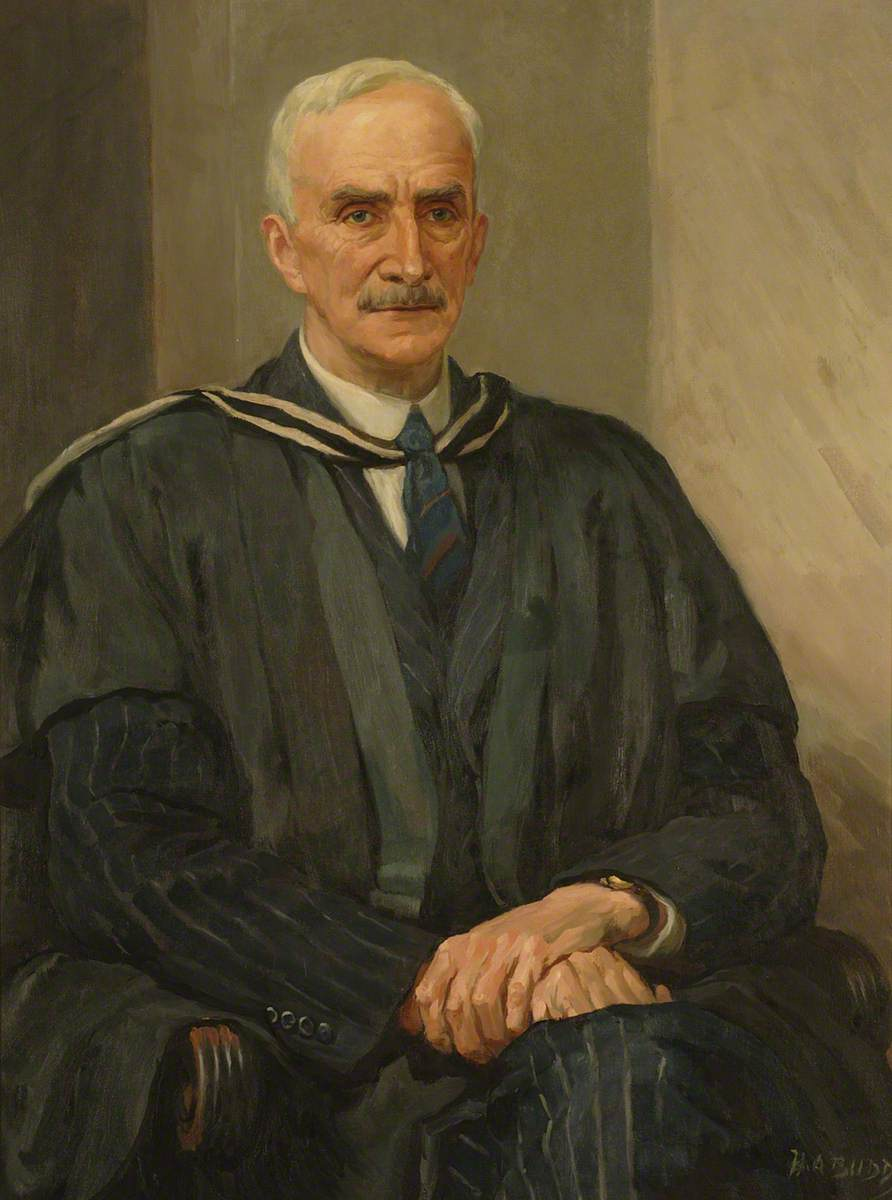
Francis Richard Dale
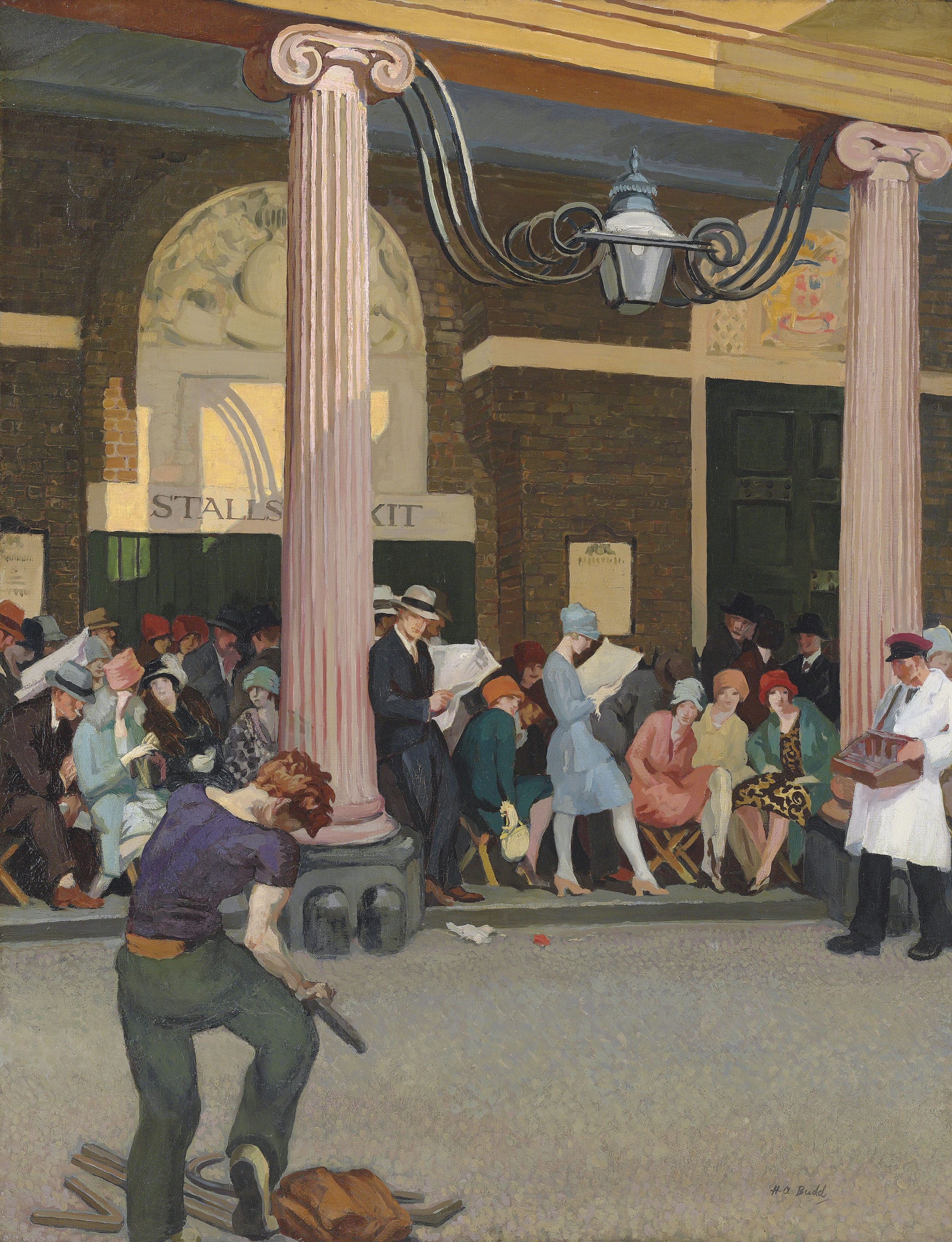
Travel to the heatre
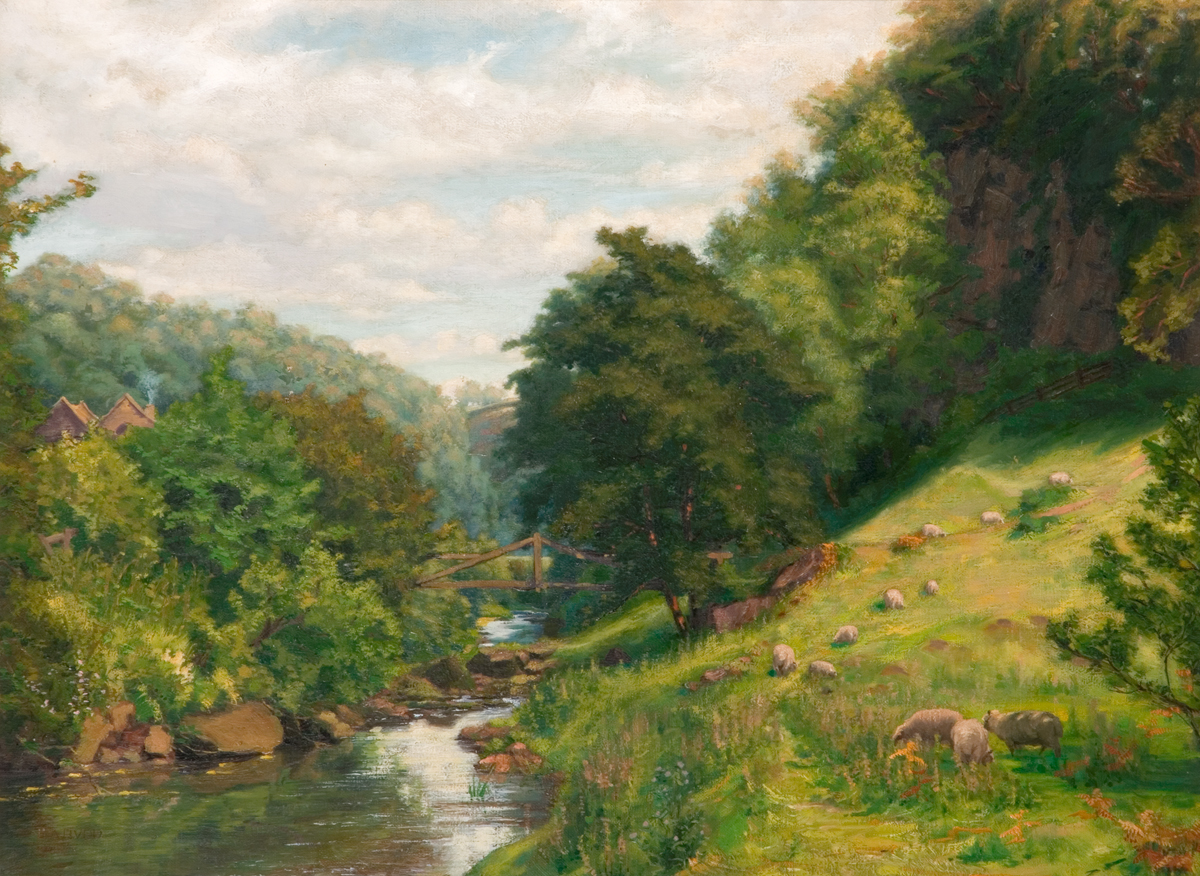
View on the Churnet